# Que

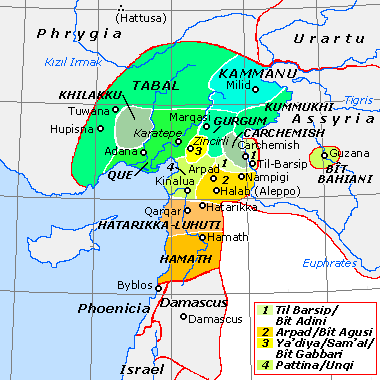
De Neo-Hittitische staten
Que

Que (ook Qu'e, Qawe, Quwe, Adanawa of Hiyawa) was een Neo-Hettitisch vorstendom.
Na de val van Hattusa en het Hettitische Rijk rond 1180 v.Chr. ontstonden er een aantal kleinere Hettitische staten en Que was daar een van. Het vorstendom was gelegen in het vruchtbare, vlakke deel van Cilicië wat later Cilicia Campestris genoemd zou worden. De annalen van Assyrië onderscheiden het van Hilakku in de naburige bergachtige Cilicia Tracheia. Voorheen lag tussen beide de grens tussen de Hettitische vazalvorstendommen Tarhuntassa en Kizzuwatna. Het gebied had lange tijd nog een Luwisch-Hurritisch karakter. Er zijn geen aanwijzingen van een Aramese invloed ten westen van de Amanus in Que, Hilakku en Tabal voor hun inlijving in het Assyirische Rijk rond 700 v.Chr.
Mogelijk wordt Que genoemd in de Bijbel (1 Kon 10:28 en 2 Kron 1:16) als een plaats waarvandaan Salomon paarden betrok, maar dit is verre van zeker. In Babylonische teksten wordt het Hume genoemd. De hoofdstad van Que werd eerst Ataniya en later Adana(wa) genoemd en dit komt overeen met de huidige stad Adana in het zuiden van Turkije. Er zijn belangrijke tweetalige inscripties gevonden in dit gebied. Ze zijn tweetalig in hiërogliefisch Luwisch en in Fenicisch. Later zijn nog meer tweetalige Luwisch-Fenicische teksten gevonden: in 1986 bij Ivris van de koning Warpalawas en in 1998 in Çineköy van Warikas (Urikki) van Que, waarin hij de officiële status van het Fenicisch als tweede taal in zijn land bevestigt.

## Geschiedenis
In 858 stuurden Hilakku en Que onder hun koningen Pihirim en Kate troepen als deel van een Syrisch bondgenootschap tegen Salmanasser III van Assyrië en leden daarmee een zware nederlaag. In 839, 834 en 833 volgden nog Assyrische veldtochten tegen Que. De steden Lusanda, Abarnanu en Kisuatni werden ingenomen. Hilakku, dat veel ontoegankelijker was, bleef buiten schot. Rond 800 kwam Que samen met andere staten in de regio zoals Gurgum, Patin en Melid in opstand tegen de Assyrische heerschappij. In de tijd van Tiglath-Pileser III was het teruggebracht tot net de Cilicische vlakte.
Er zijn een paar vorsten bekend die in Adana regeerden. Awarikus (Warika) uit het huis Muksas en zijn opvolger Azitiwadas. Assyrische bronnen Urikki (738-732 en 710-709 v.Chr.) en Sanduarri (676 v.Chr.). Of dit dezelfde personen zijn is niet zeker.
Nadien (713 v.Chr.) werd Que een Assyrische provincie onder gouverneur Aššur-šarru-usur onder Sargon II. Deze koning annexeerde ook een aantal andere Neo-Hettitische staten zoals Karkemiš, Tabal, Hilakku, Melid, Gurgum en Kummuh.
Of onder Sennacherib het gebied nog onder Assyrische controle was is niet duidelijk, hoewel hij wel beweert de bevolking gedeporteerd te hebben:
De mensen van Chaldea, de Arameeërs, de Manneeërs, Que en Hilakku, die zich niet aan mijn juk onderworpen hadden, ik voerde ze hierheen en deed ze de manden dragen en tichels vormen
Maar mogelijk is het gezag over Que pas weer onder Esarhaddon hersteld. Nadien bleef het een Assyische provincie tot het einde van het rijk. De Babyloniërs ondernamen een aantal expedities naar wat zij Hume noemden en Nebukadnezar II beweert het onder de duim te hebben. Na het einde van het Babylonische Rijk wordt er niets meer vernomen van Que.
Bit Agusi · Bit-Bahiani · Gurgum · Halab · Hamath · Hatarikka · Hilakku · Kammanu · Karkemis · Kummuh · Pattina · Que · Sam'al · Tabal · Til-Barsip